# Ambrose Reeves
El Reverent  (Richard) Ambrose Reeves (6 de desembre de 1899 - 23 de desembre de 1980) va ser un eminent sacerdot anglicà oposat a l'Apartheid durant el segle xx.
Va néixer el 6 de desembre de 1899, i es va educar a la Great Yarmouth Grammar School i al Sidney Sussex College de Cambridge; després d'un període d'estudi al College of the Resurrection, va ser ordenat sacerdot el 1927.
Després d'exercir de cura a Sant Albans, Golders Green, va convertir-se en vicari a Sant Margaret, Leven, a Sant James de Haydock i a Sant Nicholas, a Liverpool. El 1949 va ser elevat al bisbat com a Bisbe de Johannesburg, càrrec que va ocupar fins al 1961, moment en què va ser deportat.
El 1957, en el context del judici per traïció contra 156 membres del Congrés Nacional Africà, el Congrés Indi de Sud-àfrica i el Partit Comunista de Sud-àfrica (entre els quals hi havia l'advocat Nelson Mandela), Ambrose Reeves, juntament amb Alan Paton i Alex Hepple, van crear el Fons d'Ajuda a la Defensa en el Judici per Traïció. Aquest fons va estar administrat per Mary Benson, primer, i per Freda Levson després.
Va continuar servint com a Bisbe assistent, primer a la diòcesi de Londres, i després a la de Chichester. Va morir el 23 de desembre de 1980, quan era sotsprelat del Venerable Orde de Sant Joan de Jerusalemt Aquell any se li va concedir la Medalla Isitwalandwe, màxima distinció atorgada pel Congrés Nacional Africà, per la seva militància anti-apartheid.